# Azeotrop
Azeotrop je směs dvou (nebo více) látek, kterou nelze pomocí destilace rozdělit na její jednotlivé složky, protože složení kapaliny a par je shodné. Důvodem pro existenci azeotropu je interakce mezi molekulami směsi (vodíkové vazby).
Příkladem azeotropu je směs vody a etanolu s 95,57 % ethanolu (teplota varu této směsi je 78,15 °C). Obvykle má azeotrop bod varu nižší než jednotlivé složky směsi; jsou však známy i případy, kdy bod varu azeotropu je vyšší než kterékoliv ze složek, jako jsou např. směsi kyselina mravenčí – voda (77,9 % kyseliny mravenčí) nebo kyselina dusičná – voda (68 % kyseliny dusičné HNO3).
K rozdělení azeotropní směsi je třeba použít jiné dělicí metody než destilaci. V některých případech lze azeotrop rozdestilovat při změněném tlaku (například ve vakuu, viz azeotropní destilace), jindy se používá přídavek třetí složky (extrakce).